# Hartmut Pogge von Strandmann
Hartmut Johann Otto Pogge von Strandmann (* 11. Mai 1938 in Flatow) ist ein deutscher Historiker.

## Leben
Pogge von Strandmann studierte Geschichte, Philosophie, Geographie, Politik und Wirtschaftswissenschaft an den Universitäten Bonn, Berlin und Hamburg. Er war von 1962 bis 1966 Senior scholar am St Antony’s College und von 1966 bis 1970 und Research fellow am Balliol College, Oxford. 1970 wurde er promoviert.
Pogge von Strandmann war von 1970 bis 1977 Lecturer in moderner europäischer Geschichte an der University of Sussex und danach Fellow am University College in Oxford. 1996 erhielt er die Professur für Moderne Geschichte in Oxford und lehrte dort bis 2005. Er war Gastprofessor an der Universität Rostock (1991 und 1992), der University of Namibia (1993–1995) und der Washington and Lee University (2004).

## Schriften (Auswahl)
- mit Imanuel Geiss: Die Erforderlichkeit des Unmöglichen. Deutschland am Vorabend des 1. Weltkrieges (= Hamburger Studien zur neueren Geschichte. Bd. 2), Europäische Verlagsanstalt, Frankfurt am Main 1965.
- (Hrsg.): Walther Rathenau, Tagebuch 1907–1922, Droste, Düsseldorf 1967.
- Unternehmenspolitik und Unternehmensführung. Der Dialog zwischen Aufsichtsrat und Vorstand bei Mannesmann 1900 bis 1919, Econ, Düsseldorf 1978.
- (Hrsg. mit R. J. Bullen and A. B. Polonsky): Ideas into Politics. Aspects of European History, 1880–1950, Croon Helm, London 1984.
- (Hrsg.): Walther Rathenau. Industrialist, Banker, Intellectual, and Politician. Notes and Diaries, 1907–1922, Oxford University Press, Oxford 1985.
- (mit Robert J. W. Evans): The Coming of the First World War. Oxford University Press, Oxford 1988.
- (Hrsg. mit Robert J. W. Evans): The Revolutions in Europe 1848–1849. From Reform to Reaction. Oxford University Press, Oxford 2000.
- (Hrsg.): Ins tiefste Afrika. Paul Pogge und seine präkolonialen Reisen ins südliche Kongobecken (= Cognoscere historias. Bd. 14). Trafo, Berlin 2004, ISBN 978-3-89626-323-0.
- Imperialismus vom Grünen Tisch. Deutsche Kolonialpolitik zwischen wirtschaftlicher Ausbeutung und „zivilisatorischen“ Bemühungen. Links, Berlin 2009, ISBN 978-3-86153-501-0.